# Eastern Washington Eagles

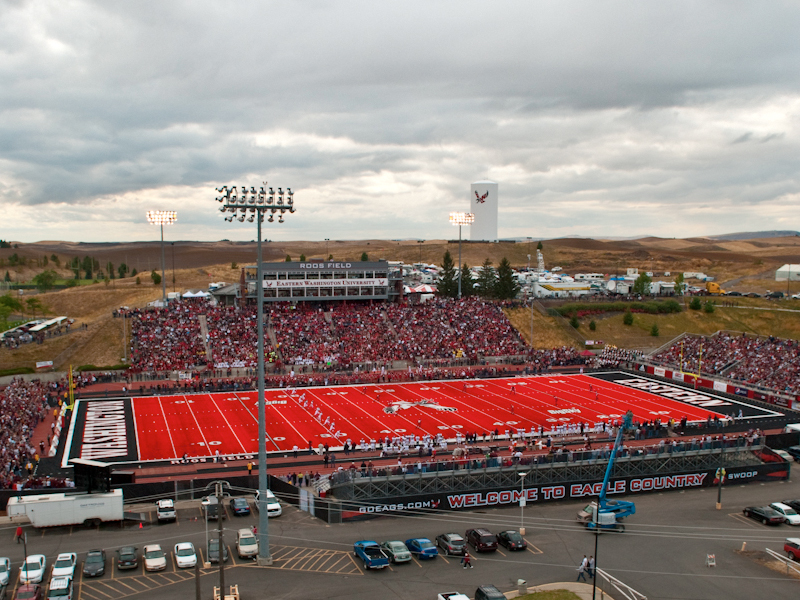
Roos Field.

Eastern Washington Eagles (español: Águilas de Washington Oriental) es el equipo deportivo de la Universidad de Washington Oriental, situada en Cheney, Washington. Los equipos de los Eagles participan en las competiciones universitarias organizadas por la NCAA, y forma parte de la Big Sky Conference.

## Apodo
La elección del nombre de Eagles se produjo en 1973, cuando una votación entre los alumnos de la universidad así lo decidió. Anteriormente eran conocidos como los Savages (salvajes). La mascota es un águila llamada Swoop, y los colores de la universidad, el rojo y el blanco.

## Programa deportivo
Los Eagles participan en las siguientes modalidades deportivas:
| - Masculino - Fútbol americano - Baloncesto - Atletismo - Tenis - Cross | - Femenino - Baloncesto - Golf - Fútbol - Tenis - Atletismo - Voleibol - Cross |

### Campeonatos nacionales
- 1977- Lucha libre (NAIA)
- 1982- Cross masculino (NCAA Division II)
- 2010 – Fútbol americano (NCAA Division I FCS)